# Ornain
Der Ornain [ɔʁnɛ̃] ist ein Fluss in Frankreich, der in der Region Grand Est verläuft. Er entspringt unter dem Namen Maldite im Gemeindegebiet von Grand, entwässert anfangs in nordwestlicher Richtung, schwenkt bei Revigny-sur-Ornain aber auf Südwest und mündet nach rund 116 Kilometern bei Étrepy als rechter Nebenfluss in die Saulx.
Auf seinem Weg durchquert der Ornain die Départements Vosges, Meuse und Marne. Zwischen Houdelaincourt und der Mündung verläuft parallel zum Fluss der Canal de la Marne au Rhin, bzw. sein Stichkanal nach Houdelaincourt. Der Fluss wird für die Wasserversorgung des Kanals herangezogen.

## Ort am Fluss
- Dainville-Bertheléville
- Gondrecourt-le-Château
- Houdelaincourt
- Ligny-en-Barrois
- Bar-le-Duc
- Revigny-sur-Ornain
- Étrepy